# Huntington (condado de Hampshire)
Huntington es un lugar designado por el censo ubicado en el condado de Hampshire en el estado estadounidense de Massachusetts. En el Censo de 2010 tenía una población de 936 habitantes y una densidad poblacional de 76,31 personas por km².

## Geografía
Huntington se encuentra ubicado en las coordenadas 42°14′38″N 72°53′31″O / 42.24389, -72.89194. Según la Oficina del Censo de los Estados Unidos, Huntington tiene una superficie total de 12.27 km², de la cual 11.99 km² corresponden a tierra firme y (2.22%) 0.27 km² es agua.

## Demografía
Según el censo de 2010, había 936 personas residiendo en Huntington. La densidad de población era de 76,31 hab./km². De los 936 habitantes, Huntington estaba compuesto por el 96.9% blancos, el 0.43% eran afroamericanos, el 0.43% eran amerindios, el 0.21% eran asiáticos, el 0% eran isleños del Pacífico, el 0.21% eran de otras razas y el 1.82% pertenecían a dos o más razas. Del total de la población el 1.71% eran hispanos o latinos de cualquier raza.